# Federico Romero Sarachaga
Federico Romero Saráchaga (Oviedo, 11 de novembre de 1886 - Madrid; 30 de juny de 1976) va ser un llibretista de sarsuela espanyol. Treballà freqüentment amb Guillermo Fernández-Shaw, signant conjuntament bona part dels millors llibrets del gènere estrenats durant els anys vint i trenta del segle XX i posats en música pels grans compositors del moment.
Fruit de la col·laboració amb Guillermo Fernández-Shaw són, entre d'altres, els llibrets de:
- 1916. La canción del olvido, amb música de Josep Serrano
- 1923. Doña Francisquita, amb música d'Amadeu Vives
- 1923. El dictador, amb música de Rafael Millán Picazo
- 1926. El caserío, amb música de Jesús Guridi
- 1927. La villana, amb música d'Amadeu Vives
- 1928. La meiga, amb música de Jesús Guridi
- 1930. La rosa del azafrán, amb música de Jacinto Guerrero
- 1932. Luisa Fernanda, amb música de Federico Moreno Torroba
- 1934. La chulapona, amb música de Federico Moreno Torroba
- 1936. La tabernera del puerto, amb música de Pablo Sorozábal
- 1939. La malquerida, ópera amb música de Conrado del Campo

El 1932 va estar entre els impulsors de la Sociedad General de Autores de España.